# Sibuyanské moře
Sibuyanské moře je část Tichého oceánu uvnitř souostroví Filipíny mezi ostrovy Luzon, Burias, Masbate, Panaj, Sibaj a Mindoro. V moři leží ostrovy Sibuyan, Marinduque, Tablas, Romblon a další menší ostrovy.
Sibuyanské moře na jihovýchodě hraničí s Visayským mořem, na jihozápadě se Suluským mořem a průlivy na severozápadě je spojeno s Jihočínským mořem. K Sibuyanskému moři jsou někdy řazeny i zálivy Ragay a Tayabas či průliv Tablas.
V moři se odehrála 24. října 1944 bitva v Sibuyanském moři, při které byla potopena bitevní loď japonského císařského námořnictva Musaši a další lodě byly poškozeny.